# Åländsk Center
Åländsk Center (C) er et centrumsorienteret politisk parti på Åland. Det har siden dannelsen den 22. februar 1976 været et af de mere dominerende partier i Ålands lagting, hvor partiet fra 2011 er størst med 7 af 30 mandater. Åländsk Center er dannet efter mønster fra dets søsterpartier i Norden. Partileder siden 2010 er Harry Jansson.
I 1977 blev ungdomsorganisationen Åländsk Ungcenter stiftet, og i 1988 kom kvindeorganisationen Centerkvinnorna, som senere er blevet nedlagt igen. I dag findes også pensionistorganisationen Centerveteraner.